# Manatee River
Der Manatee River ist ein Fluss im Stann Creek District und Belize District von Belize. Er ist ca. 50 km lang, hat ein Einzugsgebiet von 740 km² und mündet in den Golf von Honduras.

## Geographie
Die Quelle liegt in den Ausläufern der Maya Mountains im Norden des Stann Creek District und nur wenige Kilometer nördlich des Hummingbird Highway (nordöstlich der Hummingbird Community). Von dort verläuft der Fluss nach Nordwesten durch den Urwald des Manatee Forest Reserve. Kurz vor der Grenze zum Cayo District wendet sich der Manatee River dann in einem Bogen zuerst nach Norden und dann nach Nordosten. Er nimmt von rechts den zehn Kilometer langen Bayman Creek auf.
Kurz bevor der Manatee Highway den Fluss mit einer Brücke überquert, nimmt der Fluss von rechts den Big Creek auf. Ein paar Kilometer weiter nimmt der Fluss von rechts den Soldier Creek auf und von links den Cornhouse Creek. Dann mündet er in die Southern Lagoon. Die Lagune nimmt über den Main Creek im Norden auch das Wasser aus der Northern Lagoon auf.
Am Ostufer der Southern Lagoon tritt der Manatee River wieder aus und verläuft noch 3,5 km nach Osten. Dort mündet er in das Karibisches Meer. Dieser kurze Abschnitt wird gelegentlich als Bar River bezeichnet.
Der Fluss fließt nirgends durch bewohntes Gebiet. Der einzige Ort in seiner Nähe ist Gales Point am Südufer der Southern Lagoon.